# Un Verano Sin Ti
Un Verano Sin Ti (lit. ‘Un estiu sense tu’) és el quart àlbum d'estudi en solitari i el cinquè en general del raper i cantant porto-riqueny Bad Bunny. Va ser llançat el 6 de maig de 2022 per Rimas Entertainment i el precedeix El Último Tour Del Mundo (2020). L'àlbum conté vint-i-tres cançons i col·laboracions de Chencho Corleone, Jhay Cortez, Tony Dize, Rauw Alejandro, Bomba Estéreo, the Marías i Buscabulla.
Va guanyar el Latin Grammy a la categoria de "Millor àlbum de música urbana" i va convertir-se en el primer disc hispà nominat a la categoria d'"Àlbum de l'any" dels premis Grammy.

## Rerefons i promoció
Bad Bunny va esmentar per primera vegada Un Verano Sin Ti el 24 de gener de 2022, quan va publicitar a Instagram la gira de 2022 del disc anterior: "Ara sí, ha començat el 2022." Va referir-se a l'àlbum com a "un enregistrament a escoltar a l'estiu, a la platja, a tall de playlist."
El 6 de maig, coincidint amb el llançament del disc, Bad Bunny va publicar el videoclip de "Moscow Mule". El dia 1 de juny va estrenar el videoclip de "Titi Me Preguntó". El 20 de juny va publicar el videoclip de "Me Porto Bonito".
El 5 d'agost es publica la versió física de l'àlbum, un CD doble.

## Èxit comercial
Un Verano Sin Ti va acumular 145,8 milions d'escoltes a Spotify el dia del seu llançament, cosa que el va convertir en el segon àlbum més escoltat en un sol dia en aquesta plataforma, per darrere de Scorpion de Drake. Sí que va trencar el rècord del disc més escoltat en les primeres 24 hores en diversos països com Espanya o Mèxic. "Moscow Mule" va entrar directament a la primera posició de la llista diària de les cançons més escoltades mundialment a Spotify 11,7 milions d'escoltes. Va ser la segona entrada amb més escoltes a la llista de la història de la plataforma, només per darrere de "Girls Want Girls" de Drake. Un Verano Sin Ti també va convertir-se en el tercer àlbum en la història de Spotify en aconseguir més de 100 milions d'escoltes en el seu segon dia.
Amb 622 milions d'escoltes a Spotify en la seva primera setmana, Un Verano Sin Ti es va convertir en el disc més escoltat en una setmana a la plataforma, superant Scorpion de Drake.
Un Verano Sin Ti va entrar directament a la primera posició de la llista Billboard 200, amb un total de 273.000 unitats durant la seva primera setmana als Estats Units. Va encapçalar-la 11 setmanes no consecutives, cosa que el va tornar el que més s'hi havia estat d'ençà que Views del raper canadenc Drake se n'hi va passar tretze l'any 2016. També va aconseguir la primera posició a la llista oficial espanyola.

## Llista de cançons
| Núm.          | Títol                                    | Durada |
| ------------- | ---------------------------------------- | ------ |
| 1.            | «Moscow Mule»                            | 4:05   |
| 2.            | «Después de la playa»                    | 3:50   |
| 3.            | «Me porto bonito» (amb Chencho Corleone) | 2:58   |
| 4.            | «Tití me preguntó»                       | 4:03   |
| 5.            | «Un ratito»                              | 2:56   |
| 6.            | «Yo no soy celoso»                       | 3:50   |
| 7.            | «Tarot» (amb Jhay Cortez)                | 3:57   |
| 8.            | «Neverita»                               | 2:53   |
| 9.            | «La corriente» (amb Tony Dize)           | 3:18   |
| 10.           | «Efecto»                                 | 3:33   |
| 11.           | «Party» (amb Rauw Alejandro)             | 3:47   |
| 12.           | «Aguacero»                               | 3:30   |
| 13.           | «Enséñame a bailar»                      | 2:56   |
| 14.           | «Ojitos Lindos» (amb Bomba Estéreo)      | 4:18   |
| 15.           | «Dos mil 16»                             | 3:28   |
| 16.           | «El apagón»                              | 3:21   |
| 17.           | «Otro atardecer» (amb the Marías)        | 4:04   |
| 18.           | «Un coco»                                | 3:16   |
| 19.           | «Andrea» (amb Buscabulla)                | 5:39   |
| 20.           | «Me fui de vacaciones»                   | 3:00   |
| 21.           | «Un verano sin ti»                       | 2:28   |
| 22.           | «Agosto»                                 | 2:19   |
| 23.           | «Callaíta»                               | 4:10   |
| Durada total: | Durada total:                            | 81:41  |